# Inwestycja greenfield
Inwestycja greenfield – w obszarze bezpośrednich inwestycji zagranicznych inwestycja polegająca na tworzeniu nowego przedsiębiorstwa od podstaw.